# Rasmus Lindkvist
Rasmus Lindkvist (sinh ngày 16 tháng 5 năm 1990) là một cầu thủ bóng đá người Thụy Điển thi đấu cho AIK, ở vị trí hậu vệ trái và tiền vệ chạy cánh trái.

## Thống kê sự nghiệp
| Câu lạc bộ          | Mùa giải            | Hạng đấu            | Giải vô địch | Giải vô địch | Cúp     | Cúp       | Tổng cộng | Tổng cộng |
| Câu lạc bộ          | Mùa giải            | Hạng đấu            | Số trận      | Bàn thắng    | Số trận | Bàn thắng | Số trận   | Bàn thắng |
| ------------------- | ------------------- | ------------------- | ------------ | ------------ | ------- | --------- | --------- | --------- |
| 2010                | Dalkurd FF          | Division 1 Norra    | 8            | 4            | 1       | 0         | 9         | 4         |
| 2011                | Dalkurd FF          | Division 1 Norra    | 25           | 0            | —       | —         | 25        | 0         |
| 2012                | Dalkurd FF          | Division 1 Norra    | 24           | 3            | —       | —         | 24        | 3         |
| 2013                | Östersund           | Superettan          | 27           | 3            | 1       | 0         | 27        | 3         |
| 2014                | Vålerenga           | Tippeligaen         | 22           | 4            | 2       | 0         | 24        | 4         |
| 2015                | Vålerenga           | Tippeligaen         | 23           | 3            | 1       | 0         | 24        | 3         |
| 2016                | Vålerenga           | Tippeligaen         | 27           | 3            | 3       | 0         | 30        | 3         |
| 2017                | Vålerenga           | Eliteserien         | 6            | 0            | 1       | 0         | 7         | 0         |
| Tổng cộng sự nghiệp | Tổng cộng sự nghiệp | Tổng cộng sự nghiệp | 161          | 18           | 8       | 0         | 169       | 18        |